# Action (album Jackiego McLeana)
Action – album studyjny amerykańskiego saksofonisty jazzowego Jackiego McLeana, wydany z numerem katalogowym BLP 4218 i BST 84218 w 1967 roku przez Blue Note Records.

## Powstanie
Materiał na płytę został zarejestrowany 16 września 1964 roku przez Rudy’ego Van Geldera w należącym do niego studiu (Van Gelder Studio) w Englewood Cliffs w stanie New Jersey. Produkcją albumu zajął się Alfred Lion.

## Lista utworów
Opracowano na podstawie materiału źródłowego.
Wydanie LP
Strona A
| Nr | Tytuł utworu | Muzyka           | Długość |
| -- | ------------ | ---------------- | ------- |
| 1. | „Action”     | Jackie McLean    | 10:54   |
| 2. | „Plight”     | Charles Tolliver | 7:39    |
|    |              |                  | 18:33   |

Strona B
| Nr | Tytuł utworu        | Muzyka                                   | Długość |
| -- | ------------------- | ---------------------------------------- | ------- |
| 1. | „Wrong Handle”      | Tolliver                                 | 7:35    |
| 2. | „I Hear a Rhapsody” | Jack Baker, George Fragos, Dick Gasparre | 4:43    |
| 3. | „Hootnan”           | McLean                                   | 7:34    |
|    |                     |                                          | 19:52   |

## Twórcy
Opracowano na podstawie materiału źródłowego.
Muzycy:
- Jackie McLean – saksofon altowy
- Charles Tolliver – trąbka
- Bobby Hutcherson – wibrafon
- Cecil McBee – kontrabas
- Billy Higgins – perkusja

Produkcja:
- Alfred Lion – produkcja muzyczna
- Rudy Van Gelder – inżynieria dźwięku
- Reid Miles – projekt okładki
- Francis Wolff – fotografia na okładce
- Nat Hentoff – liner notes
- Michael Cuscuna – produkcja muzyczna (reedycja z 2004)
- Bob Blumenthal – liner notes (2004)